# Wagneriana
Wagneriana is een geslacht van spinnen uit de  familie van de wielwebspinnen (Araneidae).

## Soorten
- Wagneriana acrosomoides (Mello-Leitão, 1939)
- Wagneriana alma Levi, 1991
- Wagneriana atuna Levi, 1991
- Wagneriana bamba Levi, 1991
- Wagneriana carimagua Levi, 1991
- Wagneriana carinata F. O. P.-Cambridge, 1904
- Wagneriana cobella Levi, 1991
- Wagneriana dimastophora (Mello-Leitão, 1940)
- Wagneriana eldorado Levi, 1991
- Wagneriana eupalaestra (Mello-Leitão, 1943)
- Wagneriana fina Alayón, 2011
- Wagneriana gavensis (Camargo, 1950)
- Wagneriana grandicornis Mello-Leitão, 1935
- Wagneriana hassleri Levi, 1991
- Wagneriana heteracantha (Mello-Leitão, 1943)
- Wagneriana huanca Levi, 1991
- Wagneriana iguape Levi, 1991
- Wagneriana jacaza Levi, 1991
- Wagneriana jelskii (Taczanowski, 1873)
- Wagneriana juquia Levi, 1991
- Wagneriana lechuza Levi, 1991
- Wagneriana levii Pinto-da-Rocha & Buckup, 1995
- Wagneriana madrejon Levi, 1991
- Wagneriana maseta Levi, 1991
- Wagneriana neblina Levi, 1991
- Wagneriana neglecta (Mello-Leitão, 1939)
- Wagneriana pakitza Levi, 1991
- Wagneriana roraima Levi, 1991
- Wagneriana silvae Levi, 1991
- Wagneriana spicata (O. P.-Cambridge, 1889)
- Wagneriana taboga Levi, 1991
- Wagneriana taim Levi, 1991
- Wagneriana tauricornis (O. P.-Cambridge, 1889)
- Wagneriana tayos Levi, 1991
- Wagneriana transitoria (C. L. Koch, 1839)
- Wagneriana turrigera Schenkel, 1953
- Wagneriana undecimtuberculata (Keyserling, 1865)
- Wagneriana uropygialis (Mello-Leitão, 1944)
- Wagneriana uzaga Levi, 1991
- Wagneriana vallenuevo Alayón, 2011
- Wagneriana vegas Levi, 1991
- Wagneriana vermiculata Mello-Leitão, 1949
- Wagneriana yacuma Levi, 1991